# Les Piliers

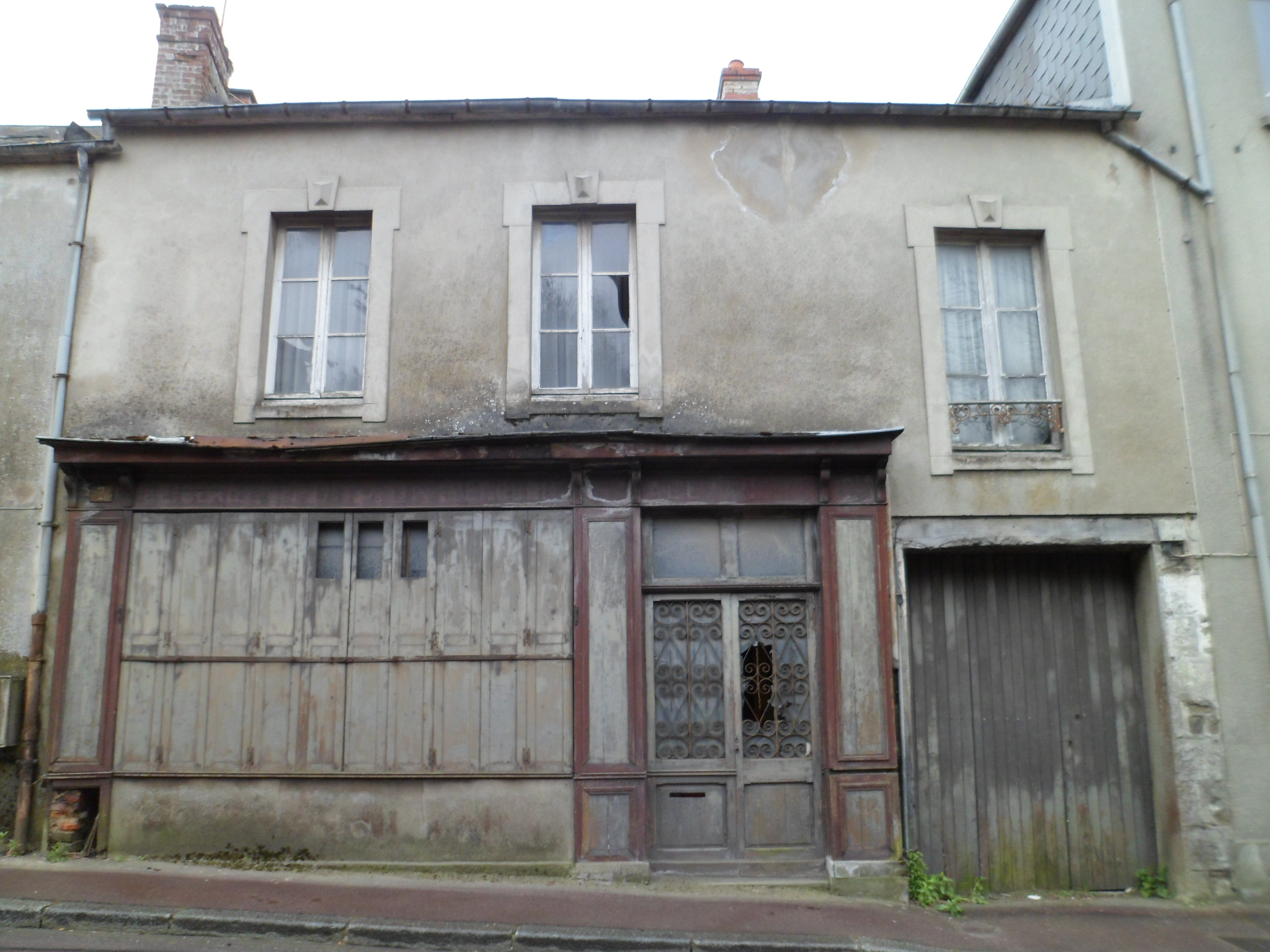
Huis in de rue des Piliers

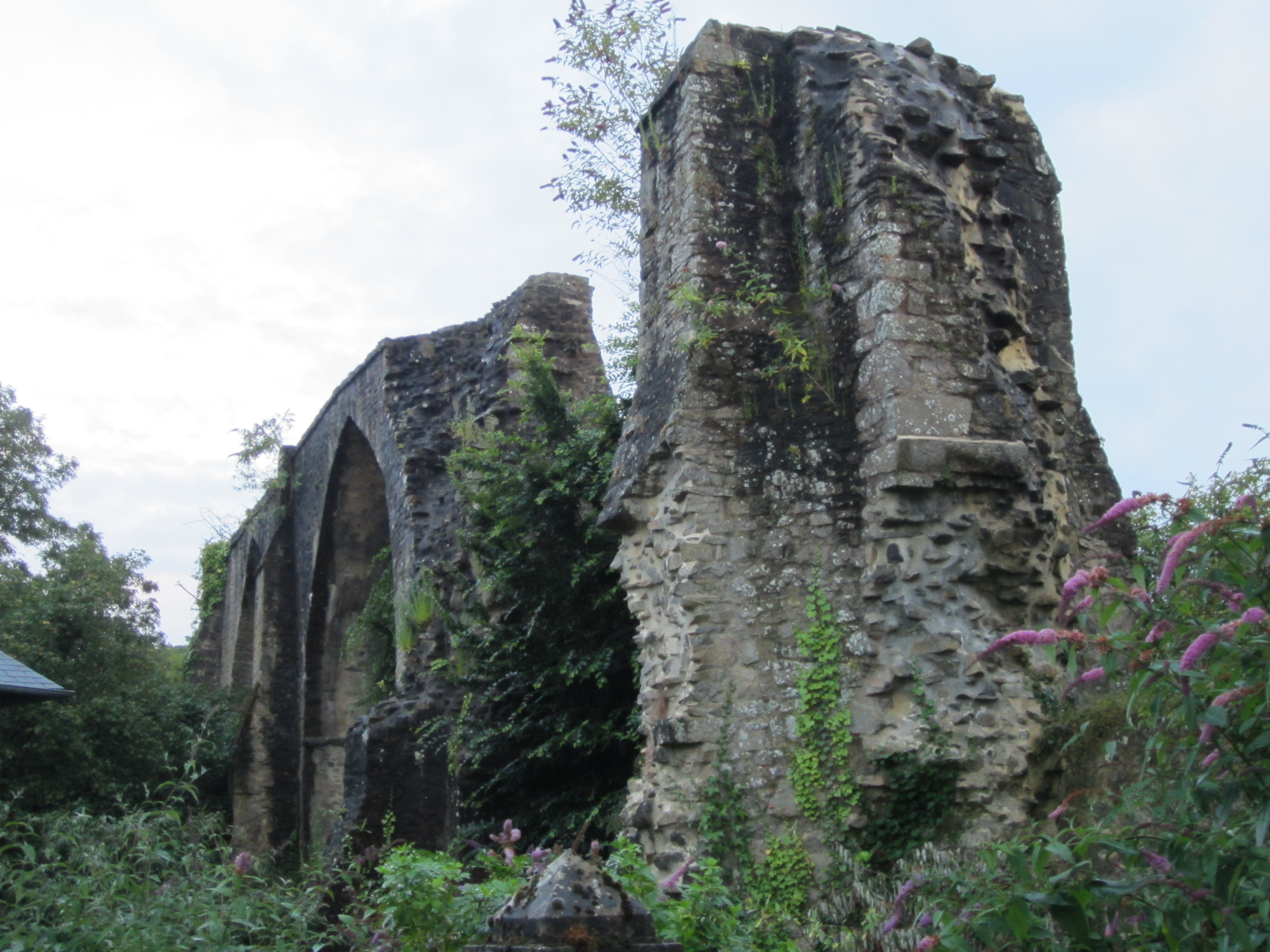
Resten van het aquaduct

Les Piliers is een historische wijk in de Franse stad Coutances (Manche).
Les Piliers ligt ten westen van het vroeger ommuurde stadscentrum van Coutances. De wijk ligt rond de rue des Piliers en kreeg haar naam van de pijlers van het 13e-eeuwse aquaduct dat water van de Hambye naar het dominicanenklooster en later de hele stad aanvoerde. Tegen de 18e eeuw was dit aquaduct in onbruik geraakt maar verschillende pijlers bleven bewaard. Tot de 19e eeuw was Les Piliers een wijk van leerlooiers en textielateliers. Tussen 1840 en 1880 was er ook een baksteenfabriek gevestigd.
In 1855 werd de nieuwe weg naar Saint-Malo-de-la-Lande geopend. Deze rue de Saint-Malo werd van dan af de toegangsweg tot Coutances vanuit het westen. De bedrijvigheid verdween uit de rue des Piliers en deze straat kreeg een residentieel karakter. Wel bewaard bleven veel van de kleine huizen van de ambachtslui.